# Lophiophora villicosta
Lophiophora villicosta là một loài bướm đêm trong họ Noctuidae.